# Рогачівська сільська рада (Ружинський район)
Рогачівська сільська рада — колишня адміністративно-територіальна одиниця та орган місцевого самоврядування у Погребищенському, Ружинському і Попільнянському районах Бердичівської округи, Вінницької й Житомирської областей Української РСР та України з адміністративним центром у с. Рогачі.

## Населені пункти
Сільській раді були підпорядковані населені пункти:
- с. Рогачі

## Населення
Відповідно до перепису населення СРСР, станом на 17 грудня 1926 року, чисельність населення ради становила 1 313 осіб, з них, за статтю: чоловіків — 644, жінок — 669, етнічний склад: українців — 1 281, росіян — 4, євреїв — 4, поляків — 32. Кількість господарств — 291, з них несільського типу — 3.
Відповідно до результатів перепису населення СРСР, кількість населення ради станом на 12 січня 1989 року становила 454 осіб.
Станом на 5 грудня 2001 року, відповідно до перепису населення України, кількість мешканців сільської ради становила 350 осіб.

## Склад ради
Рада складалася з 12 депутатів та голови.

### Керівний склад сільської ради
| ПІБ                        | Основні відомості                                                 | Дата обрання | Дата звільнення |
| -------------------------- | ----------------------------------------------------------------- | ------------ | --------------- |
| Чудак Анатолій Петрович    | Сільський голова, 1968 року народження, освіта, безпартійний      | 26.03.2006   | 31.10.2010      |
| Мошківська Інна Миколаївна | Сільський голова, 1974 року народження, освіта середня спеціальна | 31.10.2010   |                 |

Примітка: таблиця складена за даними джерела

## Історія
Створена 1923 року в с. Рогачі Топорівської волості Бердичівського повіту Київської губернії. Станом на 17 грудня 1926 року в підпорядкуванні ради числилася лісова сторожка Рогачівська, яка на 1 жовтня 1941 року не перебувала на обліку населених пунктів.
Станом на 1 вересня 1946 року та 1 січня 1972 року входила до складу Ружинського району Житомирської області, на обліку в раді перебувало с. Рогачі.
Ліквідована 17 липня 2020 року. Територію та населені пункти ради, відповідно до розпорядження Кабінету Міністрів України № 711-р від 12 червня 2020 року «Про визначення адміністративних центрів та затвердження територій територіальних громад Житомирської області», включено до складу Ружинської селищної територіальної громади Бердичівського району Житомирської області.
Входила до складу Погребищенського (7.03.1923 р.), Ружинського (17.06.1925 р., 4.01.1965 р.) та Попільнянського (30.12.1962 р.) районів.